# Szevasztopol
Szevasztopol (oroszul és ukránul Севастополь, krími tatár nyelven Aqyar) szövetségi jelentőségű város a Krím félsziget délnyugati partján. Az orosz Fekete-tengeri Flotta támaszpontja.

## Fekvése
A Krím félsziget délnyugati részén, a Fekete-tenger partján helyezkedik el.

### Éghajlata
| Hónap                         | Jan. | Feb. | Már. | Ápr. | Máj. | Jún. | Júl. | Aug. | Szep. | Okt. | Nov. | Dec. | Év   |
| ----------------------------- | ---- | ---- | ---- | ---- | ---- | ---- | ---- | ---- | ----- | ---- | ---- | ---- | ---- |
| Átlagos max. hőmérséklet (°C) | 5,9  | 6,0  | 8,9  | 13,6 | 19,2 | 23,5 | 26,5 | 26,3 | 22,4  | 17,8 | 12,3 | 8,1  | 15,9 |
| Átlagos min. hőmérséklet (°C) | −0,2 | −0,4 | 2,0  | 6,1  | 11,1 | 15,5 | 18,2 | 17,9 | 13,9  | 9,9  | 5,4  | 2,0  | 8,5  |
| Átl. csapadékmennyiség (mm)   | 26   | 25   | 24   | 27   | 18   | 26   | 32   | 33   | 42    | 32   | 42   | 52   | 379  |
| Havi napsütéses órák száma    | 72   | 75   | 145  | 202  | 267  | 316  | 356  | 326  | 254   | 177  | 98   | 64   | 2352 |
| Forrás: pogodaiklimat.ru      |      |      |      |      |      |      |      |      |       |      |      |      |      |

## Lakossága
- 1875 – 12 000
- 1897 – 53 000
- 1926 – 96 700 (10,6% ukrán, 60,0% orosz),
- 1939 – 114 000
- 1959 – 148 000 (19% ukrán, 76% orosz)
- 1970 – 229 000
- 2005 – 378 600
- 2007 – 379 200
- 2012 – 383 400

Szevasztopol a legnagyobb város a Krím félszigeten. A lakosság etnikai megoszlása:
oroszok (71,6%), ukránok (22,4%), belaruszok (1,6%), tatárok (0,7%), krími tatárok (0,5%), örmények (0,3%), zsidók (0,3%), moldávok/románok (0,2%) és azeriek (0,2%).

## Története
Szevasztopol 1783-ban került az Orosz Birodalom birtokába.
1784 és 1804 között az orosz fekete-tengeri flotta központja volt. A krími háború idején a török–brit–francia hadsereg ostrom alatt tartotta (1854. szeptember 25. – 1855. szeptember 8.). A párizsi béke értelmében a háború után demilitarizált övezet része, 1871-től ismét a hadiflotta támaszpontja.
Az oroszországi forradalomban és polgárháborúban Szevasztopolt a brit–francia–görög csapatok, majd Gyenyikin tábornok és Vrangel báró fehér csapatai tartották megszállás alatt.
A második világháború idején a német csapatok 250 napon át, 1941. október 30. és 1942. július 4. között ostromolták Szevasztopolt.
1954-ben az Oroszországi SZSZSZK-tól az Ukrán SZSZK-hoz csatolták az egész Krímmel együtt.
2014. február 24-én az ukrán fővárosban, Kijevben történt forradalmi megmozdulások nyomán, amelyek az orosz-barát Viktor Janukovics megbuktatásához vezettek, Szevasztopol kinyilvánította, hogy nem ismeri el az ukrán állam fennhatóságát, hanem feltett szándéka Oroszországhoz csatlakozni. Néhány héttel később az egész Krím kikiáltotta függetlenségét, majd az Oroszországi Föderációhoz csatlakozott. Az ENSZ Közgyűlése határozatban ítélte el Oroszországot a Krím és Szevasztopol annektálásáért, és felszólította, hogy azonnal vonja ki onnan katonai erőit.

## Látnivalók
Tengerészek klubháza (Будівля Матроського клубу ЧФ РФ) Usakova tér 1. Épült 1954-ben a 100. évfordulójára Szevasztopol első nagy védelmi harcának. N. Bogdanov és A. P. Sumilov építészek tervezték. Az épület Inkermani kőből épült formája az ukrán klasszicizmus stílusát követi. Az épület a Lenin sugárút lezárásaként épült, az Usakov tér meghatározó épülete. Fontos szerepet játszik Szevasztopol dél-öböl felőli látképében. Háromemeletes épület, téglalap alaprajzzal, templomtoronyszerű torony koronázza és egy félig hengeres rotunda. Ión oszlopsorral szegélyezett tágas galériái vannak. Korona párkányzata vasbeton mellvédből és korlátból áll. Monumentális épület markáns aszimmetrikus jelleggel. A megfigyelőtorony, tetején egy zenélő óra harangjátéka rendszeresen elharangozza dallamát a "Legendás Szevasztopol" című zenének, amely a város himnusza. Az épületben tengerészek B. Lavranyov Dráma Klub Színháza játszik folyamatosan és ez ad otthont a negyedévente megrendezésre kerülő a Fekete-tengeri flotta Dal és Tánc fesztiváljának
Fjodor Usakov emlékműve (Пам'ятник Ф. Ушакову) a Gogolja utcában. A kiemelkedő haditengerészeti vezető mellszobrán a híres parancsnok teljes díszegyenruhában, a tengeri csaták győzelmeiért kapott kitüntetéseivel látható.
Totleben mérnök emlékműve (Пам'ятник Е. Тотлебену) Eduard Totleben, egy orosz hadmérnök volt, aki vezette a fejlesztését és javítását város felszíni és felszín alatti erődítményeinek. Az emlékmű központjában egy összetett, széles diorit alapzaton álló sztülobatész, rajta pillérekkel Totleben alakjával mutatva Szevasztopol védelmezőinek hősiességét. Az emlékműnél található még egy bánya galériában hat katonaszobor,- a különböző csapatokat jelképezi, amik harcoltak Szevasztopol bástyáin.
Isztoricseszkij  körút (Історичний бульвар) A 'Történelem körút' – egy zöld, fás liget, ahol számos ritka fa és cserje található. De mindenek felett itt van a város számos műemléke. Itt van a világhírű Szevasztopol 1854-1855-ös védelme látkép. Ezen kívül tizenhárom műemlék és katonai emlékmű, például a Totleben mérnök készítette erődítmény, a 4. brigád bástya, a Tolsztoj emlékmű, a Jazon (hajó) erődítmény, földalatti galériák, krími háborús ágyúk. A város központi részén található, a dél-öböl felett, 80,8 m tengerszint feletti magasságban. 1834-ben tervezték, 1837-ben kezdték kialakítani 1840-ben egy körút létesült a területen, ez kapta a nevét.
Jason (hajó) erődítmény (Пам'ятник воїнам Язоновского редуту) Isztoricseszkij körút. 1905-ben épült, az építész L. Kolba volt. 25 ágyús védelmi egység volt. Az itt lévő tetraéderes csonka gúla formájú emlékmű szürke gránitból készült.
Szevasztopoli Nemzeti múzeum (Національний музей героїчної оборони і визволення Севастополя) Isztoricseszkij körút. A múzeum 5 részlegből, 6 kiállítási helyből áll, melyek a város különböző részein találhatók. 1960-ban alapították. Részei a Szevasztopol 1854-1855-ös védelme látkép, az 1944. május 7. Szapun hegyi csata dioráma, a Malakov dombi védelmi torony kiállítás, Szent Vladimir-székesegyházban lévő admirálisok sírja, az 1942-44 Szevasztopoli földalatti ház-múzeum, kiállítótermek, szabadtéri kiállítás és egy filmstúdió.
Szevasztopol 1854-1855-ös védelme látkép (Панорама "Оборона Севастополя 1854-1855) Isztoricseszkij körút 10. Egy történelmi-művészeti emlékmű. Készítette F. A. Rubo 1904-ben. A festmény 115 méter hosszú és 14 méter magas, egy müncheni művészeti csoport tervezte. 1855. június 6-át mutatja be. A bejáratnál csodás klasszikus, kétoszlopos kapu áll inkermeni kőből készítve katonai témájú díszítéssel. Kis fülkékben 13 márvány mellszobor található. Lépcső vezet fel a megfigyelő szintre. A festmény 12 méterre az épület falától lóg.
Tolsztoj emlékmű (Пам'ятник Л. Толстому) Isztoricseszkij körút. A későbbi költő Jazonov erődben töltött négy hetének emlékére. Katonai szerepéért hadnagyi rangot kapott és a Szent Anna érdemrend negyedik fokozatát. 1959-ben a költőnek egy fehér márványból és bazalt domborműves gránit emlékoszlopot avattak.
Negyedik bástya katonáinak emlékműve (Пам'ятник воїнам Четвертого бастіону)Isztoricseszkij körút. A Negyedik bástya a belváros védelmét látta el. F. Novoszilszkji altengernagy vezetése alatt vált félelmetes erőddé. Egy ötméteres gránit obeliszkből áll az emlékmű tetején egy bronz, orosz kalappal – ez a jelképe az orosz katonák halhatatlan hírnevének és a bátorságának. Az emlékmű egyszerű és szigorú.
Helytörténeti múzeum (Краєзнавчий музей) Muziki Nikolaja u. (korábban Szuvorov u.) 5. Turizmus központ. A kiállítás a középkortól napjainkig mutatja be a város történetét. Karszt barlang dioráma és természettudományos kiállítás is található itt.

### Déli öböl keleti oldal
Zseleznyákov páncélvonat (Пам'ятник бронепоїзду Железняков) Vokzalnaja u. A buszállomás közelében állítottak ki egy EL-2500-as mozdonyt, „Halál a fasisztákra” felirattal. 4 haditengerészeti ágyú, hat aknavető, 14 géppuska volt a fegyverzete. "Zöld szellem" vonatnak nevezték a nácik. 140 bevetésben vett részt.
Földalatti mozgalom lakásmúzeuma (Будинок-музей підпільників) Revjakina u. 46. A múzeum a 2. világháború idejéből származó tárgyakat és dokumentumokat, fényképeket mutat be.
Ökopark Ljukomorje gyerekváros (Эко-парк детский городок Лукоморье) Pobedi sugárút 1. 1987-ben alapították, 2004-ben újraindították. Sétálóhely. Egy park népi hősök szobraival díszítve. Van még itt állatkerti sarok, vidámpark, Szovjet gyerekkor múzeum. 2009 óta bábszínház és 2010 óta Lekvár múzeum is.
Harmadik bástya emlékműve (Пам'ятник Третьому бастіону) Brjanszkaja u. A Bomborszkoj magaslaton fontos részét alkotta az erődítménynek. Emlékműnek alakították át 1978-ban.
Lazarjevszki laktanya (Лазаревські казарми), Herojev Szevasztopolja u. Tervezője John Upton angol hadmérnök alezredes. Nyolc 3 szintes és egy 2 szintes épületből áll. Az épületek empire stílusúak. Vakolt téglafalaik és mészkő alapjuk van. 2000 óta a Mihail Lomonoszov Moszkvai Állami Egyetem Fekete-tengeri tagozata található benne. Itt van az 1905-ös fegyveres felkelők emlékműve (Пам'ятник збройному повстанню в Севастополі в листопаді 1905 року), Herojev Szevasztopolja u. Az orosz forradalom előtti legnagyobb tengerészeti katonai megmozdulás volt, amikor a Lazarjev laktanyában spontán fellázadtak a haditengerészek és csatlakoztak hozzájuk az Ocsakov cirkáló a Szent Pantelejmon csatahajó,- korábban Potyemkin ,- és számos romboló személyzete. A lázadás – a "Matrosszkaja Centralka" – során a lázadó hajók egyik hadnagya, P. Schmidt vette át a parancsnokságot. 1955 novemberében a Lazarjevszki laktanya támfalánál avatták fel az emlékművet. Ez egy oszlopcsarnok, amely inkermani kőből készült a tetején egy oromzattal, rajta matrózok és katonák, zászlók és fegyverek láthatók.
Fekete-tengeri tengeralattjárósok emlékműve (Пам'ятник підводникам-чорноморцям), Herojev Szevasztopolja u. Két részből áll egy parancsnoki alak és egy matróz egy emelvényen, amely tengeralattjáró-kabint jelképez és egy vízszintes kőlap két bazalt domborművel (Pamjat és Podvig). Az emlékmű 9,6 méter magas, rézből készült, gránit talapzattal, alapterülete 20x14 méter. A tábla az oldalán 983 fekete-tengeri tengeralattjárós áldozat nevét tartalmazza.
Szvobodnij (Szabadság) romboló emlékmű (Пам'ятник есмінцю Свободный) Pavlov fok. A hajó 1942 júniusában érkezett az "Abházia konvoj" kíséretére, P. Sevcsenko parancsnok irányítása alatt. Német bombatámadás során kapott 9 találattól elsüllyedt. A négyoldalas Inkermani díszkő obeliszket ötágú csillag díszíti.
Első bástya emlékmű (Пам'ятник Першому бастіону), Basztionnaja u. 1. 2,5 méter magas, dioritból készült mesterséges sziklaalakzat. A. Veizen építész tervezte medencés szökőkúttal.
Második bástya emlékmű (Пам'ятник Другому бастіону), Basztionnaja u. 2. Dioritból készült, 2,5 méter magas mesterséges sziklaalakzat.
Gennerik hadsereg (Батарея Геннеріха) emlékmű, Gennerika köz. – Vaszilij Gennerik hadmérnök volt a krími háború alatt. Kétfejű sasos bazalt domborművel a tetején. Lépcsős talapzaton álló, alul piramis alakú obeliszk, emlékfelirattal.
A Malakov kurgan (Малахов курган), Isztomina u. Ezt múzeumot a Krími háború és a Nagy Honvédő Háború leghevesebb szevasztopoli csataterén hozták létre. A Korabelna városrész legmagasabb pontján található. Az ide épült védelmi épületek legfontosabbja a Kornilov bástya. – Utóbbi névadójának az emlékműve is itt van: Vladimir Kornilov altengernagy (1806-1854) Szevasztopol krími háborús védelmének vezetője (Пам'ятник В. Корнілову) – A Kornilov torony jó állapotban megmaradt, az ágyúival a tengeri egységeket védelmezte. Az épületnél van a város, – 1854-1855-ben, 349 napi, – hősies védelmében elesett orosz és francia katonák tömegsírjának emlékműve. Az épület felső része megsérült egy brit ágyúgolyótól. Az alsó részén volt V. I. Isztomin admirális főhadiszállása, lőporraktár, kápolna és pihenőhely a katonáknak. A Malakov domb a Szovjet hadsereg hősiességének a jelképe. Ma egy emlékpark, a Barátság sétányának (Алея дружбы на Малаховом кургане) a középpontjában egy régi mogyorófa áll egy felirattal. Ez az egyike a kevés Malakov dombi fának amely megmaradt második világháború után. A fa közelében egy bronz domborművön látható a domb védelmi épületei térképen L. Sheffer műve. Egy az 50-es években épített széles lépcső vezet a dór homlokzatos, propylonos főkapuhoz, amit 1904-ben O. I. Enberg tervei alapján készítettek. Balra látható a Dokk szakadék avagy Temető szakadék amelyet kis temetőként használtak. Tovább haladva a egy emlékfal vezet a 3-as számú bástyához. A város első ostromában részt vettek neve olvasható egy kovácsoltvas táblán. Bomborszkaja magaslatnak is nevezik ezt a területet azután a település után amely a 19. század elején a domb északi lejtőjén helyezkedett el. 1956-ban itt nyitott meg a Fekete-tengeri Flottamúzeum. 1963-ban a Szevasztopol hős védelme és felszabadítása múzeum. A Malakov dombi védtorony-múzeum, Okopnaja u.+ (692) 36-67-51. A múzeum bemutatja a torony védelmi szerepét az 1854-55-ös és 1941-42-es ostromok idején. Egyéb emlékművek: A 8. légierő pilótáinak emlékműve és a partizán emlékmű (Памятник партизанам).
1-es számú különleges (hadi) üzem,(Спецкомбінат №1(Об'єкт "Кріт")) címe: Morekhodnyi köz. 1941-ben. 50 mm-es, 83 mm-es lövegek, aknák, tankromboló- és kézi gránátok készültek itt.
Brit katonák az Inkermeni csatában emlékmű (Пам'ятник англійським воїнам, учасникам Інкерманського битви), Zsidilova Generala u.

### Az Inkermani öböl keleti, északi részének látnivalói
Kalamita erőd (Фортеця Каламіта) Inkermanban a keleti partján a Csornoje folyónak, a délnyugati részén a Szerzetesi sziklának. Az egyik legérdekesebb Krími középkori műemlék. Magasan az út feletti fennsíkon áll egy sziklakolostor és romjai a régi erődítménynek, a szikla aljánál a keresztény barlang kolostor található. Az erő a VI. században épült, hogy megvédje a kereskedelmi útvonalakat amelyek a sztyeppe övezetből a Krími Kherszoneszoszba vezettek. Később a 15. században kereskedelmi kikötő jött létre Avlita néven. 1427-ben Alexis Mangup hercegség fejedelme megerősítette az erődöt. 1475-ben a Teodoro hercegség a török fennhatóság alá került. Az oroszok érkeztével az erőd védelmi szerepe megszűnt. A Kalamitában több mint 200 emberkéz vágta barlang van. Az erőd része a Herszoni-Tavricseszkij történelmi-régészeti rezervátumnak. Az északkeleti rész 3 tornyot és 5 kétszintes féltornyot, és egy kerek kaputornyot tartalmaz. 1500 m2 a területe. Az erőd a katonai szerepén kívül kereskedelmi és vallási célokat és lakóhelyként is szolgált.
Szent Klement férfi monostor (Інкерманський Свято-Климентовський чоловічий монастир) A 9. században alapították Bizáncból menekült szerzetesek és egészen 1485-ig fennmaradt. A Csernaja (Fekete) folyó torkolatánál, az északi öbölnél egy parti sziklán áll. A monostor részei 8 barlang és felszíni templomok, összekötő folyosók, szerzetesi cellák és hotel. Az úton a monostorba az első barlangtemplom a Szent Márton (1867), majd egy kis kápolna után következik a Szent Klement barlangtemplom. Az emberi kéz vágta barlangtemplomok máig fennmaradtak. A Szent Klement barlangtemplomban most is láthatók a középkori freskók. A kolostor sziklába vágott járatokon keresztül összeköttetésben áll a Kalamita erőddel.Miután a Kalmita erődöt elfoglalták a törökök,- 1475-ben,- a kolostort elhanyagolják. 1850-ben a kolostor újjáéledt. 1867-ben a Szent Márton barlang templomot átépítették és újra megnyitották. 1895-ben a Szent Pantelejmon a Martir templom felépült. 1924-től a kolostort kezdték fokozatosan bezárni. 1991-ben fokozatos újjáéledése a monostor kezdődött, az egyházak, és a sejteket restaurált.
Kosztyantinivszkij ravelin (Костянтинівський равелін) 1840. 94 ágyús tengeri erőd a Szevasztopoli-öböl bejáratánál.
Inkermanszkij világítótorony (Інкерманський маяк), 1821.
A fegyvertár védelmezőinek emlékműve (Пам'ятник захисникам арсеналу). Sukharna balka torkolatánál. 1941-1942-es ostrom idején 10 napig védték az objektumot jelentős túlerővel szemben.
Tengerész iskola (Морський кадетський корпус) Kurcsatova u., 7. Második világháborúban súlyosan megsérült, csak 1960-ra állították helyre. Az épület fő homlokzata déli fekvésű. A homlokzat hossza 550 méter.
A Szevasztopolt védelmező zsidó katonák temetője (Братське кладовище єврейських воїнів – захисників Севастополя, 1854-1855) Szevmorzavoda területén (Територія Севморзавода). 1864.
A második őrgárda dicsőségének emlékműve (Пам'ятник Слави воїнів 2-ої гвардійської армії).
Mihajlovszka tüzérségi katonai-történelmi épületegyüttes (Військово-історичний комплекс Михайлівська батарея) Gromova u. A Nemzeti Hadtörténeti Múzeum része. A Szent Mihály ravelin 1846-ban épült. Az U alakú erőd fala 1,8 m vastag és 205 m hosszú. 1941-42-ben súlyos sérüléseket szenvedett el. Helyreállítása után a Hős Szevasztopol kiállítást itt nyitották meg. 21 kiállítóterme van. Több mint 10000 kiállítási tárgy a Seremetyev család magángyűjteményéből származik.
A 112-es tengerész tüzérségi egység emlékműve (Пам'ятне місце артилерійської морської батареї №112) A Nahimov foknál található. 1941 novemberében a hajókról leszedett 130 mm-es lövegekkel látták el az új partvédelmi üteget.
Kosztyanivszkij ravelin (Костянтинівський равелін). Ez egyfajta kőből készült erődítmény, háromszögű alaprajzzal. Épült 1840-ben a Szevasztopoli öböl bejáratánál, 94 ágyúval látták el.
Vesta gőzös hőseinek emlékműve (Пам'ятник героям пароплава Веста), 1886. Mihajlovszkaja u.
Északi erődítmény (Північне укріплення) épült 1807-1811. Az Inkerman városrészben található. Nyolcszögletű az alakja 170-210 méteres oldalakkal. A 19. század eleji az orosz erődítmény művészet szép példája. A három kapuja a Szimferopol, Szevasztopol és az Inkerman árokkal körül volt véve.